# Древние южноаравийские языки
Древние южноаравийские языки (араб. العربية الجنوبية القديمة‎), называемые иначе эпиграфическими южноаравийскими, были некогда языками великих цивилизаций Южной Аравии (например Сабейское царство). Не являются предками современных южноаравийских языков. Письменность, которой выполнены монументальные надписи на этих языках, в результате сабейской колонизации проникла в Эфиопию, на её основе возник геэзский алфавит, который до сих пор используется в Эфиопии и Эритрее.